# Marcel Melicherčík
Marcel Melicherčík (Poprad, 20 dicembre 1986) è un hockeista su ghiaccio slovacco, di ruolo portiere.

## Palmarès
- Campionato slovacco: 1

Kosice: 2014-2015
- Slovenská hokejová liga: 1

Banská Bystrica: 2020-2021